# 박선 (2004년)
박선(본명: 박주비, 2004년 5월 25일~)은 대한민국의 배우이자 모델이다.
서울 중구 광희동에서 출생하였으며, 2012년에 뮤지컬배우로 첫 데뷔를 하였다.
2016년 이후 EBS TV 프로그램 《한글이 야호》와 《톡 톡 보니 하니》와 《딩동댕 유치원》 등에서 이름을 알렸다.
2017년 엠넷 《아이돌학교》에 출연, 6회차에서 최종 30위로 《아이돌학교》를 마감했다. 다만 백지헌, 김은결 등과 아울러 당시 만15세 미만의 야간 활동 제한 위반 등으로 논란이 있었다.
《아이돌학교》를 마감한 후 《스타쉽 엔터테인먼트》에 입사했으며, 2018년에는 동갑내기 장원영과 함께 《YDPP》의 뮤직비디오에 출연했다.

## 출연작

### 뮤지컬
- 2012년 미갈루의 생일 파티

### TV 드라마
- 2014년 투니버스 벼락맞은 문방구 시즌 2

### TV 프로그램
- 2012년 EBS 딩동댕 유치원
- 2013년 SBS 꾸러기 탐구생활
- 2016년 YTN 사이언스 알쏭달쏭 탐험대
- 2016년 EBS 한글이 야호
- 2016년 EBS 생방송 톡!톡! 보니하니
- 2017년 엠넷 아이돌학교

### 뮤직 비디오
| 연도 | 가수       | 노래            | 공동 출연 | 비고 |
| ---- | ---------- | --------------- | --------- | ---- |
| 2018 | YDPP       | LOVE IT LIVE IT | 장원영    |      |
| 2019 | 라비, 은하 | BLOSSOM         | -         |      |

## 학력
- 서울청담고등학교(졸업)